# أندرو هاموند
أندرو هاموند هو لاعب هوكي الجليد كندي، ولد في 11 فبراير 1988 في وايت روك في كندا.

## وصلات خارجية
- أندرو هاموند على موقع دوري الهوكي الوطني (الإنجليزية)
- أندرو هاموند على موقع دوري الهوكي للقارات (الإنجليزية)
- أندرو هاموند على موقع EliteProspects.com (الإنجليزية)
- أندرو هاموند على موقع HockeyDB.com (الإنجليزية)
- أندرو هاموند على موقع Hockey-Reference.com (الإنجليزية)